# Flabellum sibogae
Espèce
Statut CITES
Flabellum sibogae est une espèce de coraux appartenant à la famille des Flabellidae.